# Abierto de Estados Unidos 2007
El Abierto de Estados Unidos 2007 será escogido la fecha de 27 de agosto y 9 de septiembre de 2007, en USTA National Tennis Center, Flushing Meadows de Nueva York.

## Seniors

### Individuales Masculinas
Roger Federer vence a  Novak Djoković 7-6(4), 7-6(2), 6-4

### Individuales Femeninas
Justine Henin vence a  Svetlana Kuznetsova 6-1, 6-3

### Dobles masculinos
Simon Aspelin /  Julian Knowle vencen a  Lukáš Dlouhý /  Pavel Vízner 7-5, 6-4

### Dobles Femeninas
Nathalie Dechy /  Dinara Sáfina vencen a  Chan Yung-jan /  Chuang Chia-jung 6-4, 6-2

### Dobles Mixtos
Victoria Azarenka /  Max Mirnyi vencen a  Meghann Shaughnessy /  Leander Paes 6-4, 7-6(6)

## Júniors

### Individuales Júniors Masculinos
Ričardas Berankis vence a  Jerzy Janowicz 6-3, 6-4

### Individuales Júniors Femeninas
Kristína Kučová vence a  Urszula Radwańska 6-3, 1-6, 7-6(4)

### Dobles Júniors Masculinos
Jonathan Eysseric /  Jerome Inzerillo vencen a  Grigor Dimitrov /  Vasek Pospisil 6-2, 6-4

### Dobles Júniors Femeninas
Ksenia Milevskaya /  Urszula Radwańska vencen a  Oksana Kalashnikova /  Ksenia Lykina 6-1, 6-2

## Cabezas de serie
Se clasifica a los cabezas de serie abajo.
| 1. Roger Federer (campeón que defiende) 2. Rafael Nadal 3. Novak Đoković 4. Nikolái Davydenko 5. Andy Roddick 6. James Blake 7. Fernando González 8. Tommy Robredo 9. Tomáš Berdych 10. Tommy Haas 11. Mijaíl Yuzhny 12. Ivan Ljubičić 13. Richard Gasquet 14. Guillermo Cañas 15. David Ferrer 16. Lleyton Hewitt 17. Carlos Moyá 18. Marcos Baghdatis 19. Andy Murray 20. Juan Ignacio Chela 21. Juan Carlos Ferrero 22. Paul-Henri Mathieu 23. Juan Mónaco 24. David Nalbandian 25. Marat Safin 26. Jarkko Nieminen 27. Dmitri Tursúnov 28. Nicolás Almagro 29. Filippo Volandri 30. Potito Starace 31. Jürgen Melzer 32. Ivo Karlović | 1. Justine Henin 2. María Sharápova (campeón que defiende) 3. Jelena Janković 4. Svetlana Kuznetsova 5. Ana Ivanović 6. Anna Chakvetadze 7. Nadia Petrova 8. Serena Williams 9. Daniela Hantuchová 10. Marion Bartoli 11. Patty Schnyder 12. Venus Williams 13. Nicole Vaidišová 14. Yelena Dementieva 15. Dinara Sáfina 16. Martina Hingis 17. Tatiana Golovin 18. Shahar Pe'er 19. Sybille Bammer 20. Lucie Šafářová 21. Alona Bondarenko 22. Katarina Srebotnik 23. Tathiana Garbin 24. Francesca Schiavone 25. Mara Santangelo 26. Sania Mirza 27. Vera Zvonareva 28. Ai Sugiyama 29. Samantha Stosur 30. Agnieszka Radwańska 31. Anabel Medina Garrigues 32. Michaëlla Krajicek |